# Fredric Holmquist (musiker)

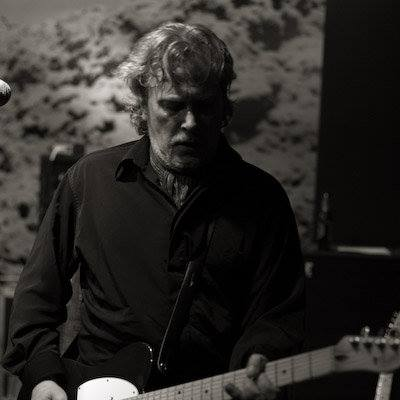
Live på Malmen i Stockholm

Fredric Holmquist även kallad Fralle, född 27 september 1960 i Stockholm, är en svensk musiker och låtskrivare som har spelat gitarr och keyboards med flera svenska band. Var även medlem i gruppen Eldkvarn 1985-1986.

## Biografi
Holmquist var med i Alien Beat 1979-1982 och medverkade på flertalet singlar samt albumet och Akrobat. Han var sedan medlem i Reeperbahn och medverkade på albumet Intriger och fram till dess bandet upphörde. Holmquist har även spelat med Magnus Lindberg på turnéer och på dennes album I Din Hand. Blev medlem i Eldkvarn 1984 och spelade keyboards och dragspel på Utanför Lagen. Var även medlem av Lustans Lakejers sista uppsättning som klaviaturspelare 1985-1986.
Är sedan 2007 gitarrist, sångare, keyboardist och tillsammans med Anders Ericsson låtskrivare i the Amazing bryatollah Ferrarys. the Amazing bryatollah Ferrarys' medlemmar är Fredric Holmquist, Anders Ericson (gitarr & sång), Elias Eliasson (bas & sång) samt Stephen Rossi (trummor & percussion). Gruppen har givit ut en cd med fyra spår Epice Riche i ett samarbete med Restaurang Riche och de släppte sitt första album (t.A.b.F) hösten 2009. Singeln Holland Park har spelats på radio i Australien, England och Kanada.

## Inspelningar
- 1980 - Ge Mig Mer/"Jag Irrar" - singel Alien Beat
- 1981 - När Ingen Dansar/You're So Beautiful - singel Alien Beat
- 1981 - Akrobat - album Alien Beat
- 1981 - Europop - album Chatterbox
- 1982 - Dina Ögon Dina Öron/Kärlek In Blanco - singel Alien Beat
- 1982 - I Din Hand - album Magnus Lindberg
- 1983 - Som En Dröm - singel Magnus Lindberg
- 1983 - Intriger - album Reeperbahn
- 1986 - Utanför Lagen - album Eldkvarn
- 1986 - Tusen och en Natt - singel Lustans Lakejer
- 2007 - Aalborg Jubileum 1982-2007 - Alien Beat Live i Aalborg 1982
- 2008 - Epice Riche - EP/cd The Amazing Bryatollah Ferrarys
- 2009 - Holland Park - Singel The Amazing Bryatollah Ferrarys
- 2009 - t.A.b.F - cd The Amazing Bryatollah Ferrarys
- 2011 - The Noble Art of Defeating Ageing - Singel The Amazing Bryatollah Ferrarys